# Dryophylax nattereri
Dryophylax nattereri — вид змій родини полозових (Colubridae). Мешкає в Південній Америці.

## Поширення і екологія
Dryophylax nattereri поширені в басейні річки Парагваї на території північної Аргентини (Формоса), Парагваю, західної Бразилії, північної і східної Болівії. Також вони мешкають в нижній течії басейну Амазонки, від Обідуса до Маражо. Dryophylax nattereri живуть на болотах Пантаналу, в Чако і вологих тропічних лісах Амазонії, на сезонно заплавних територіях і на берегах великих водойм. Живляться амфібіями, є живородними.